# Домакински съд
Домакинските съдове (или посуда) са чиниите, чашите, тенджерите, тиганите и други инструменти, които могат да бъдат използвани в процеса на приготвяне на храна, готвене или поднасяне на храна. Използват се и за съхранение на храна преди или след приготвяне. Срещат се в най-различни форми и цветове и се правят от различни материали. Съществуват керамични, метални и глинени съдове.